# Клајнајтинген
Клајнајтинген (њем. Kleinaitingen) општина је у њемачкој савезној држави Баварска. Једно је од 46 општинских средишта округа Аугсбург. Према процјени из 2010. у општини је живјело 1.221 становника. Посједује регионалну шифру (AGS) 9772160.

## Географски и демографски подаци
Клајнајтинген се налази у савезној држави Баварска у округу Аугсбург. Општина се налази на надморској висини од 539 метара. Површина општине износи 15,7 km². У самом мјесту је, према процјени из 2010. године, живјело 1.221 становника. Просјечна густина становништва износи 78 становника/km².